# Bidarekere Kaval, Madhugiri
Bidarekere Kaval là một làng thuộc tehsil Madhugiri, huyện Tumkur, bang Karnataka, Ấn Độ.